# Isabella di Chiaromonte
Isabella de Clermont, italianizzata in Isabella di Chiaromonte e nota anche come Isabella di Taranto (Copertino, gennaio 1424 – Napoli, 30 marzo 1465), fu regina consorte di Napoli e principessa di Taranto.

## Biografia
Figlia di Tristano di Chiaromonte (Tristan de Clermont-Lodeve), conte di Copertino, e di Caterina di Taranto, sorella quest'ultima del principe di Taranto, Giovanni Antonio Orsini Del Balzo, di cui Isabella fu nominata erede. Fu anche nipote della regina di Napoli e Gerusalemme Maria d'Enghien, madre di Giannantonio e Caterina, andata in sposa a re Ladislao nel 1406.

### Principessa di Taranto e Regina di Napoli
Il 30 maggio 1445 sposò Ferdinando d'Aragona, detto Ferrante, poi duca di Calabria (1423-1494), figlio naturale di Alfonso V d'Aragona, assurto al trono di Napoli come Alfonso I. Fu proprio quest'ultimo a combinare le nozze del figlio favorito con l'erede del Principato di Taranto, ottenendo attraverso questo matrimonio diversi vantaggi. In primo luogo, Ferrante sarebbe succeduto con la moglie alla guida del Principato, permettendo così al re e in futuro allo stesso Ferrante, destinato al trono, di incamerare nei propri domini uno dei feudi più importanti del regno. Inoltre, il legame di parentela permetteva al sovrano di rafforzare il proprio potere di influenza sugli Orsini di Taranto.
Alla morte di Alfonso, nel 1458, Ferrante salì al trono di Napoli come Ferdinando I e Isabella diventò regina consorte. Al momento dell'incoronazione la coppia aveva già messo al mondo cinque dei suoi sei figli, il maggiore dei quali era Alfonso, di dieci anni.
Con l'ascesa al trono venne meno l'intento originario di fare del Principato di Taranto il dominio-cardine nelle mani di Ferrante e dei suoi eredi, ma ciò non cambiò il fatto che il feudo pugliese continuasse a rappresentare uno dei grandi capitali che il re aveva acquisito sposando Isabella. Una risorsa fondamentale di cui la coppia poté presto disporre: nel 1463, infatti, Isabella successe allo zio Giovanni Antonio quale nuova Principessa di Taranto, ereditando, col titolo formale di Regina di Gerusalemme, anche le rivendicazioni dei Brienne al trono in Terrasanta.
Quando il marito Ferdinando subì la disastrosa sconfitta della battaglia di Sarno (7 luglio 1460) contro il pretendente angioino Giovanni II di Lorena, appoggiato dallo zio della regina Giovanni Antonio di Taranto, Isabella fu protagonista dell'episodio che segnò il rovesciamento delle sorti di quella guerra. Le cronache riferiscono che Isabella, travestita da monaco francescano e accompagnata dal suo confessore, partì da Napoli e si diresse a tappe forzate al castello di Sarno, dove il duca di Lorena e l'Orsini avevano posto il loro quartier generale. La regina fu accolta con grande affetto dallo zio, che ascoltò la sua accorata preghiera: «Voi che m'avete fatta regina, tale mi conserviate» disse Isabella, implorandolo di abbandonare la causa angioina e la guerra aperta a suo marito il re. Il principe Giovanni Antonio mantenne la parola e mandò all'aria i piani del pretendente al trono, consentendo a re Ferrante di risollevarsi dalla sconfitta e salvare la corona (battaglia di Troia).
Isabella di Chiaromonte morì il 30 marzo 1465 e fu sepolta nella chiesa di San Pietro Martire. Suo erede fu il figlio maggiore Alfonso, duca di Calabria e futuro re di Napoli e Gerusalemme.
Re Ferrante, rimasto vedovo, sposò in seconde nozze l'infanta Giovanna d'Aragona, sua cugina di primo grado, nel 1476.

## Discendenza
Isabella diede a Ferdinando sei figli:
- Alfonso (4 novembre 1448 – 18 dicembre 1495), re di Napoli;
- Eleonora (22 giugno 1450 – 11 ottobre 1493). Fu moglie di Sforza Maria Sforza, duca di Bari, e successivamente consorte di Ercole I d'Este, duca di Ferrara. Fu madre di Isabella e Beatrice d'Este, la quale ultima sposò Ludovico Sforza, duca di Milano;
- Federico (19 aprile 1452 – 9 novembre 1504), re di Napoli;
- Giovanni (25 giugno 1456 – 17 ottobre 1485), arcivescovo di Taranto e/o "Strigonia" (forse Esztergom, in Ungheria), poi cardinale;
- Beatrice (14 settembre o 16 novembre 1457 – 23 settembre 1508), regina consorte d'Ungheria in quanto moglie prima di Mattia Corvino, poi di Ladislao II di Boemia e Ungheria;
- Francesco (16 dicembre 1461 – 26 ottobre 1486), duca di Sant'Angelo.

## Ascendenza
|                               |               |                             | Genitori                    |  |  | Nonni |  |  | Bisnonni                         |  |  | Trisnonni                    |  |
|                               |               |                             |                             |  |  |       |  |  | Berengario VI de Clermont-Lodève |  |  | Deodato I di Clermont-Lodève |  |
|                               |               |                             |                             |  |  |       |  |  | Berengario VI de Clermont-Lodève |  |  | Deodato I di Clermont-Lodève |  |
|                               |               | Catherine de Péan           |                             |  |  |       |  |  | Berengario VI de Clermont-Lodève |  |  |                              |  |
| Deodato II di Clermont-Lodève |               |                             |                             |  |  |       |  |  | Berengario VI de Clermont-Lodève |  |  |                              |  |
|                               |               | Guillemette de Nogaret      | Guglielmo di Nogaret        |  |  |       |  |  |                                  |  |  |                              |  |
|                               |               | Guillemette de Nogaret      | Guglielmo di Nogaret        |  |  |       |  |  |                                  |  |  |                              |  |
|                               |               | Guillemette de Nogaret      | Béatrix Brune de Berpuy     |  |  |       |  |  |                                  |  |  |                              |  |
| Tristano di Chiaromonte       |               | Guillemette de Nogaret      |                             |  |  |       |  |  |                                  |  |  |                              |  |
|                               |               | Arnaldo III di Roquefeuil   | Arnaldo II di Roquefeuil    |  |  |       |  |  |                                  |  |  |                              |  |
|                               |               | Arnaldo III di Roquefeuil   | Arnaldo II di Roquefeuil    |  |  |       |  |  |                                  |  |  |                              |  |
|                               |               | Arnaldo III di Roquefeuil   | Jacquette de Combret        |  |  |       |  |  |                                  |  |  |                              |  |
| Isabella di Roquefeuil        |               | Arnaldo III di Roquefeuil   |                             |  |  |       |  |  |                                  |  |  |                              |  |
|                               |               | Hélène de Gourdon-Castelnau | Ratier de Gourdon-Castelnau |  |  |       |  |  |                                  |  |  |                              |  |
|                               |               | Hélène de Gourdon-Castelnau | Ratier de Gourdon-Castelnau |  |  |       |  |  |                                  |  |  |                              |  |
|                               |               | Hélène de Gourdon-Castelnau | Hélène de Penne             |  |  |       |  |  |                                  |  |  |                              |  |
| Isabella di Chiaromonte       |               | Hélène de Gourdon-Castelnau |                             |  |  |       |  |  |                                  |  |  |                              |  |
|                               | Nicola Orsini | Roberto Orsini              |                             |  |  |       |  |  |                                  |  |  |                              |  |
|                               | Nicola Orsini | Roberto Orsini              |                             |  |  |       |  |  |                                  |  |  |                              |  |
|                               | Nicola Orsini | Sveva del Balzo             |                             |  |  |       |  |  |                                  |  |  |                              |  |
| Raimondo Orsini del Balzo     | Nicola Orsini |                             |                             |  |  |       |  |  |                                  |  |  |                              |  |
|                               |               | Giovanna di Sabrano         | Guglielmo di Sabrano        |  |  |       |  |  |                                  |  |  |                              |  |
|                               |               | Giovanna di Sabrano         | Guglielmo di Sabrano        |  |  |       |  |  |                                  |  |  |                              |  |
|                               |               | Giovanna di Sabrano         | Roberta di Sangiorgio       |  |  |       |  |  |                                  |  |  |                              |  |
| Caterina di Taranto           |               | Giovanna di Sabrano         |                             |  |  |       |  |  |                                  |  |  |                              |  |
|                               |               | Giovanni d'Enghien          | Gualtiero III d'Enghien     |  |  |       |  |  |                                  |  |  |                              |  |
|                               |               | Giovanni d'Enghien          | Gualtiero III d'Enghien     |  |  |       |  |  |                                  |  |  |                              |  |
|                               |               | Giovanni d'Enghien          | Isabella di Brienne         |  |  |       |  |  |                                  |  |  |                              |  |
| Maria d'Enghien               |               | Giovanni d'Enghien          |                             |  |  |       |  |  |                                  |  |  |                              |  |
|                               |               | Sancia del Balzo            | Bertrando del Balzo         |  |  |       |  |  |                                  |  |  |                              |  |
|                               |               | Sancia del Balzo            | Bertrando del Balzo         |  |  |       |  |  |                                  |  |  |                              |  |
|                               |               | Sancia del Balzo            | Margherita d'Alneto         |  |  |       |  |  |                                  |  |  |                              |  |
|                               |               | Sancia del Balzo            |                             |  |  |       |  |  |                                  |  |  |                              |  |